# Владимир Јакшић
Владимир Јакшић (Крагујевац, 23. април/5. мај 1824 — Београд, 16/28. август 1899) био је српски економиста, статистичар и метеоролог. Оснивач је прве мреже метеоролошких станица и првог одељења за статистику у Србији.

## Биографија
Био је син Јакова Јакшића, главног благајника кнеза Милоша. Гимназију је завршио у Београду, трговачки курс у Бечу, а државне науке је студирао у Тибингену и Хајделбергу.
Од 1847. године ради у Министарству финансија, где самоиницијативно прикупља статистичке податке. Јакшић је од 1848. године своја прва инструментална метеоролошка мерења вршио на свом имању на Топчидерском Брду (Сењаку). То неће престати да ради све до своје смрти (1899), следећих пола века. Већ 1850. године поднео је Државном савету предлог о стварању државне статистичке службе, али без успеха. Године 1852. постављен је за професора економских предмета на Лицеју, уместо отпуштеног Косте Цукића. Онда се 1862. године враћа се у Министарство финансија као начелник економског одељења, а 1864. године постаје начелник новооснованог одељења државне статистике. Уредио је одељење, али и установио статистички рад у Србији, уз подршку министра Цукића. Он сам је обављао највећи део посла статистичког одељења.
Најважније његово дело је Државопис Србије, које је издавао као периодично, незванично од 1855. године, а званично од 1863. године. Издато је 20 књига од великог историјског значаја. Први је започео са метеоролошким мерењима у Београду и Србији (1848) и први писао о метеорологији у Србији, тако да се сматра оснивачем српске метеорологије и климатологије. Већ после 3 године метеоролошких мерења, 1851. године је урадио прву студију климе Београда, базирану на резултатима сопствених мерења и осматрања за период 1848-1850. Био је оснивач метеоролошке мреже станица по Србији, тако да је његовом заслугом 1857. године Србија имала чак 27 метеоролошких станица, што је у то време представљало једну од најгушћих метеоролошких мрежа у оквиру једне државе. Пензионисан је 1888, а његов посао на пољу статистике наставио је Богољуб Јовановић. Изабран је 8. јануара 1850. године за редовног члана Друштва српске словесности у Београду.
Додељен му је аустроугарски Орден Франца Јозефа, Орден румунске круне, грчки Орден Спаситеља, руски Орден Свете Ане, Орден Светог Станислава, српски Краљевски орден Белог орла и Орден Таковског крста.